# Edi Ziegler
Edwin „Edi” Ziegler (ur. 25 lutego 1930 w Schweinfurtcie, zm. 19 marca 2020 w Monachium) – niemiecki kolarz szosowy i torowy, brązowy medalista olimpijski.

## Kariera
Największy sukces w karierze Edi Ziegler osiągnął w 1952 roku, kiedy zdobył brązowy medal w indywidualnym wyścigu ze startu wspólnego na igrzyskach olimpijskich w Helsinkach. W zawodach tych wyprzedzili go jedynie dwaj reprezentanci Belgii: André Noyelle i Robert Grondelaers. Był to jedyny medal wywalczony przez Zieglera na międzynarodowej imprezie tej rangi. Na tych samych igrzyskach wspólnie z kolegami z reprezentacji Ziegler zajął piątą pozycję w rywalizacji drużynowej. Ponadto wielokrotnie zdobywał medale szosowych mistrzostw kraju, w tym osiem złotych (7 drużynowo i 1 indywidualnie). W 1964 roku zdobył również srebrny medal torowych mistrzostw Niemiec w tandemach. Jego największym sukcesem na szosie poza igrzyskami było zwycięstwo w wyścigu Rund um Köln w 1956 roku. Nigdy nie zdobył medalu na szosowych ani torowych mistrzostwach świata.